# Црногрли морски гњурац
Црногрли морски гњурац (лат. Gavia arctica), такође познат као арктички морски гњурац и црногрли морски ронилац, је птица селица која се налази на северној хемисфери, а првенствено се гнезди у слатководним језерима у северној Европи и Азији. Зимује дуж заштићених, од леда ослобођених обала североисточног Атлантског океана и источног и западног Тихог океана. Црногрлог морског гњурца је први описао Карл фон Лине 1758. године и има две подврсте. Раније се сматрало да је иста врста као и пацифички морски гњурац, чија се сестринска врста традиционално сматра, иако се о томе расправља. У студији која је користила митохондријалну и нуклеарну интронску ДНК, утврђено је да је црногрли морски гњурац сестра кладе која се састоји од пацифичког морског гњурца и две сестринске врсте, великог морског гњурца и жутокљуног морског гњурца.
Црногрли морски гњурац је дугачак око 70 цм дужине и може тежити од 1.3-3.4 кг. Што се тиче гнездећег перја, одрасла јединка номининалне подврсте има углавном црне горње делове тела, са изузетком дела плашта и леђа, који имају беле квадрате. Глава и задњи врат су сиви, а бочне стране беле са црним пругама. Већи део грла је такође црн, што овој птици даје име „црногрли морски гњурац“. Боја мрље на грлу може се користити за разликовање две подврсте; мрља на грлу друге подврсте, Gavia arctica viridigularis, је зелена. Доњи делови тела су углавном бели, укључујући и дно грла. Бокови су такође бели, што се може користити за разликовање ове птице од пацифичког морског гњурца. Када се птица не гнезди, црна мрља на грлу је одсутна, замењена је белом; већина црних линија на грлу такође недостаје, осим оних на доњим странама, а горњи делови су без шаре, осим неколико белих мрља на горњим крилима. Младунче је слично одраслој јединки која се не размножава, осим што је укупно смеђе боје.
Време сезоне парења је променљиво; у јужном делу свог ареала, црногрли морски гњурац почиње да се гнезде у априлу, док у северном делу чека до после пролећног отапања. Гради овално гнездо величине око 23 цм, било близу језера за гнежђење или на вегетацији која из њега израња. Црногрли морски гњурац обично снесе два јаја, ретко једно или три, смеђе-зелена јаја са тамним мрљама. Након инкубационог периода од 27 до 29 дана, птићи се излегу и хране се малом рибом и бескичмењацима. Одрасла јединка се углавном храни рибом. Да би ухватио ову храну, храни се сам или у паровима, веома ретко у групама. Рони из воде, не дубље од 5 м. Већина зарона је успешна. Да ли ће се барем један птић излећи из гнезда је променљиво, у распону од 30% до 90%. Већина неизлегања долази од предатора и поплава. Генерално, популација црногрлог морског гњурца опада, иако га Међународна унија за заштиту природе (IUCN) и даље оцењује као најмање зугрожени таксон, јер пад популације није довољно брз. Црногрли морски гњурац је заштићен и Законом о уговору о птицама селицама из 1918. године и Споразумом о очувању афро-евроазијских птица селица водених станишта (AEWA).
.

## Таксономија
Црногрлог морског гњурца је формално описао шведски природњак Карл фон Лине 1758. године у десетом издању своје „Systema Naturae“ под биномним називом Colymbus arcticus. Кар фон Лине је одредио типски локалитет као Европу и Америку, али ју је 1761. године ограничио на Шведску. Године 1897, амерички орнитолог Џоел Асаф Ален је предложио да се црногрли морски гњурац премести у род Gavia, који је увео Јохан Форстер 1788. године. Овај предлог је усвојила Америчка унија орнитолога (AOU) 1899. године.‍:98 Име рода Gavia потиче од латинског за ’sea mew’, како га је користио древноримски природњак Плиније Старији. Специфични епитет arctica је латински израз за ’northern’  или ’Arctic’.  Име подврсте viridigularis потиче од латинског viridis, што значи ’green’, и латинско gularis, што значи ’throated’, а односи се на зелено грло ове подврсте. Уобичајени назив, црногрли морски гњурац, потиче од црног мрње на грлу. Црногрли морски гњурац се назива и арктички морски гњурац и црногрли морски ронилац.
Постоје две подврсте:
- Gavia arctica arctica (Linnaeus, 1758) – Ова подврста се налази у северној Европи, источно до центра северне Азије, а одатле до реке Лене и Трансбајкала. Мигрира ка обалама северозападне Европе и обалама Средоземног, Црног и Каспијског мора.[10]
- Gavia arctica viridigularis (Dwight, 1918) – Ова подврста се налази у источној Русији од реке Лене и Трансбајкала на истоку до полуострва Чукотка и Камчатка и северног дела Сахалина . Мигрира ка северозападним пацифичким обалама.[10]

Gavia arctica viridigularis сматрана је посебном врстом када ју је описао Џонатан Двајт 1918. године, али је 1919. године Артур Кливленд Бент предложио да се премести на своје тренутно место као подврста. Црногрли морски гњурац се раније сматрао истоврсним са северноамеричким пацифичким морским гњурцем, који је био његова подврста, али су сада подељене у две врсте; није било доказа о њиховом укрштању у подручјима где су се јављале заједно. Штавише, архитектура ваздушних кеса у плућима две врсте је значајно различита. Ову поделу је извршила AOU 1985. године. Филогенија ове врсте је предмет дебате, црногрли морски гњурац и пацифички морски гњурац се традиционално сматрају сестринским врстама, док је студија која је користила митохондријалну и нуклеарну интронску ДНК подржала сврставање сестре црногрлог морског гњурца у кладу која се састоји од пацифичког морског гњурца и две сестринске врсте, а то су великог морског гњурца и жутокљуног морског гњурца. Ова последња студија је критикована на основу тога што би могла да формира филогенију на непотпуном сортирању лозе. У претходној филогенији, претпоставља се да се раздвајање пацифичког морског гњурца и црногрлог морског гњурца догодило пре око 6,5 милиона година.

## Опис
Одрасли црногрли морски гњурац је 58-73 цм дужине од 100-130 распона крила и тежину од 1.3-3.4 кг. Номинована подврста у свом гнездећем перју има сиву главу и задњи део врата, са црним грлом и великом црном мрљом на предњем делу врата, које обе имају меки љубичасти сјај. Доњи део грла има огрлицу од кратких паралелних белих линија. Бочне стране грла имају око пет дугих паралелних белих линија које почињу са стране мрље на доњем делу грла и спуштају се до груди, које такође имају образац паралелних белих и црних линија. Остали доњи делови птице, укључујући и средину груди, су чисто бели. Горњи делови су црнкасти све до основе крила, где се налази неколико редова високо контрастних белих квадрата који прекривају плашт и леђа. Постоје мале беле мрље и на мањем и на средњем покривачу перја. Остатак горњих делова крила је црнкасте боје. Доњи део крила је блеђе од горњег крила, а доњи покривач крила је беле боје. Реп је црнкаст. Кљун и ноге су црни, са бледосивом бојом на унутрашњој половини ногу. Прсти и кожице око очију су сиве, а ове друге су такође боје коже. Ириси су дубоко смеђе-црвене боје. Полови су слични, а подврста viridigularis је веома слична номиналној, осим што прва има зелену мрљу на грлу, уместо црне. Подврста viridigularis задржава љубичасти сјај, мада мањи него номинална подврста.
Одрасла јединкау негнездећем перју разликује се од одрасле јединке у гнездећем перју по томе што су јој капа и задњи део врата смеђкастији. Одрасла јединка у негнездећем перју такође нема шарене горње делове крила као одрасла јединка у гнездећем перју, иако неки од горњих покривача крила не губе беле мрље. Због тога је горњи део одозго готово црне боје без шаре. Бочне стране грла су обично тамније на белој ивици која раздваја стране грла и предњи део грла; већину времена може се видети танка тамна огрлица између ова два подручја. Са стране главе које се налазе испод ока налази се бела боја. Кљун је челично сиве боје са, слично као и код одрасле јединке која је у гнездећем перју, црнкастим врхом.
Младунче је слично одраслој јединки у негнездећем перју, али има смеђи изглед. Има љускасту површину на горњим деловима тела која је посебно изражена на лопатицама. Доњи део лица и предњи део врата имају дифузну смеђкасту нијансу. Младунче нема беле мрље на покривачима крила, а његов ирис је тамније и тупије боје. Птић се излеже са паперјем које варира од чађаво-смеђе до смеђе-сиве боје, обично са нешто светлијом главом. Стомак је блед.
Црногрли морски гњурац се може разликовати од пацифичког морског гњурца по белим боковима.

### Оглашавање
Мужјак, током парења, изговара гласну и ритмични звиждук „ууууее-ку-клоууее-ку-клоууее-ку-клууее“. Може се чути и јаук „аааа-у“, као и режање или крештање „кнар-кнор“, звук који се јавља посебно ноћу. Узбуна на гнезду је растући „увик“.

## Распрострањеност и станиште
Црногрли морски гњурац има велики ареал, а гнежди се широм северне Европе, Азије, и полуострва Сјуард на Аљасци. Приликом гнежђења, налази се у подручју око изолованих, дубоких слатководних језера већих од 0,1 km2, посебно оне са заливима, јер преферира да буде окренут само ка малим деловима отворене воде. Када се не гнезди, црногрли морски гњурац се креће углавном у правцу југа и ка мору без леда, обично зимујући на обалама североисточног Атлантског океана и онима на источном и западном Тихом океану, као што су обале Јапана. Током овог периода, његово станиште су обично приобалне воде дуж заштићених обала, мада се понекад може наћи и у унутрашњости, на местима као што су Средоземно и Црно море.

## Понашање
Као и други морски гњурци, црногрли морски гњурац не лети добро; полеће тапкајући по „писти“ од воде. Док лети, испушта лавеж „квау“ као оглашавање у лету.

### Гнежђење
Црногрли морски гњурац прави гнездо на земљи на удаљености од око 1 м од језера у коме се гнезди. Црногрли морски гњурац се понекад гнезди и на вегетацији, попут Arctophila fulva, која је изронила из језера. Место гнезда се често поново користи следеће године. Само гнездо је овалног облика и углавном га гради женка од нагомиланог биљног материјала попут лишћа и штапића. Гнездо је величине око 23 цм. Породице црногрлих морских гњураца често премештају своја гнезда из првобитних језера за гнежђење у којима су живели у оближње мочваре након што птићи достигну две недеље старости. Путовање је генерално мање од 150 м.
У јужном делу свог ареала, црногрли морски гњурац почиње да се размножава у априлу, док у северним деловима свог ареала чека пролећно отапање, када има довољно воде за полетање. У овом другом случају, обично стиже на локацију пре него што се језеро отопи.
Пре парења, женка погрби врат и плива близу обале док не пронађе погодно место, а затим легне на обалу. Мужјак понекад заузима исти положај као и женка. Током овог времена, једино оглашавање које се чује је једнотонско „хујање“. Током парења, мужјак, излазећи на обалу, пење се на женку и повремено гласно маше крилима. Након тога, мужјак се враћа у воду и купа се. Женка остаје на обали највише око 23 минута и обично почиње да гради гнездо.
Црногрли морски гњурац у гнездо полаже два јаја, врло ретко једно или три, 76 мм x 47 мм јаја која су смеђе-зелене боје са тамнијим мрљама. Ова јаја инкубирају оба родитеља током периода од 27 до 29 дана, при чему женка проводи највише времена инкубирајући. Током инкубације, ова птица окреће јаја. Интервал између њиховог окретања је веома неправилан, у распону од једног минута до око шест сати. Након што се излегу, покретне младунце хране оба родитеља током неколико недеља. Птићи добијају комплетно перје после 60 до 65 дана након излегања, а постижу полну зрелост након две до три године.
Успех гнежђења, односно да ли ће се барем један птић излећи из било ког гнезда, варира из године у годину, у распону од мање од 30% до преко 90%. За легла са два јаја, просечан успех гнежђења је око 50%, док је код легала са само једним јајетом ова стопа око 60%. На успех гнежђења највише утичу предатори и поплаве. Неке од одраслих јединки које изгубе легло рано у периоду инкубације поново се гнезде. Већину времена, само један птић преживи да се излегне, док друго угине у року од седам дана од излегања. У Шкотској је једна студија закључила да један пар обично излегне младунче, у просеку, у 25% случајева годишње. Ово се може повећати вештачким средствима, као што је изградња сплавова на којима ће се гнездити морски гњурци. Густина рибе у језеру за размножавање утиче на то да ли ће пар имати једно или више птића; језеро са већом густином рибе обично смањује шансу да пар изнесе птића, иако се црногрли морски гњурац храни углавном рибом. Постоје два фактора која би могла допринети овоме; први је да су водени инсекти, алтернативни извор хране за птиће, гушћи када има мање рибе, а други је да већа густина рибе значи више северне штуке, предатора малих птића.

### Храњење
Као главни предатор у пелагичној зони неких субарктичких језера, ова птица се храни рибом, а понекад и инсектима, мекушцима, раковима и биљном материјом. Црногрли морски гњурац обично се храни сам или у паровима, ретко се храни у групама са више врста. Рони у води, на дубинама не већим од 5 м. Непосредно пре зарона, црногрли морски гњурац се истеже и држи врат док не буде усправан и у пуној дужини. Обично мало скочи навише пре него што зарони. Ови зарони су чести, са просеком од око 1,6 зарона у минути. Већина зарона, око 80%, су успешни, а они који су успешни су обично краћи од оних који су неуспешни, са просеком од 17 секунди за сваки успешан зарон и 27 секунди за сваки неуспешан зарон. Ови зарони обично резултирају само малим уловом, а она која дају веће комаде хране обично трају дуже од 40 секунди, где ова птица хвата рибе које брзо пливају.
Током гнежђења, одрасла јединка се обично храни даље од гнезда, тражећи храну или на супротном крају места за гнежђење или на језерима близу језера за размножавање. Када траже храну за тек излегле птиће, одрасле јединке се хране у језеру где се налази гнездо или у оближњим језерима, враћајући се након што улове плен. Када птићи одрасту, обично прате оба родитеља, пливајући неколико метара иза њих. Стратегија која преовладава одмах након излегања се генерално и даље примењује када су птићи старији, али смањеном брзином. Птићи се хране само једним комадом плена. Младунци су такође у стању да сами хватају храну најмање 36 дана након излегања, иако их и даље хране свакодневно све до око 70 дана старости.
Исхрана птића црногрлог морског гњурца варира, а плен у језеру за размножавање је главни фактор. Првих осам дана, птићи се обично хране трободним лептирицама и обичним пијорима ако се нађу у језеру за гнежђење. Ако нису присутни, птићи се хране углавном малим бескичмењацима до око осам дана, када су у стању да поједу пастрмку од око 100 мм по дужини. Иако код ових птића пастрмка чини већину њихове исхране, они се и даље хране бескичмењацима у великом броју. У свим језерима, пастрмке чине важан део исхране птића након осам дана. Пастрмке, посебно они између 100 мм и 240 мм, су важни у исхрани старијих птића. Јегуље су такође важна храна за старије птиће.

## Предатори и паразити
Црногрли морски гњурац понекад је паразитиран од стране Eustrongylides tubifex, врсте нематоде која може изазвати еустронгилидозу. Сисари предатори, попут црвених лисица и куна златица, су вероватно узрок око 40% губитка јаја у гнезду. Птичји предатори, попут сивих врана, такође узимају јаја црногрлих морских гњураца.

## Статус

### Заштита
Упркос чињеници да се његова популација смањује, црногрли морски гњурац је наведен као најмање угрожени таксон од стране IUCN-а. То је зато што врста има велику популацију и изузетно велики ареал, а њен пад не чини се брзим. У Сједињеним Државама је заштићена Законом о уговору о птицама селицама из 1918. године,  док је у Европи и Африци заштићена Споразумом о очувању афро-евроазијских птица селица водених станишта (AEWA).

### Претње
Закисељавање и загађење језера за размножавање тешким металима вероватно угрожавају ову птицу. Такође је осетљив на загађење нафтом, посебно када је у близини риболовних подручја. Рибарске мреже су такође узрок смртности. Црногрли морски гњурац је осетљив на ветроелектране близу обале. Укупно гледано, годишња стопа смртности одраслог црногрлог гњурца је 10%.